# David Lutz
David Lutz (* 20. Jahrhundert in Pennsylvania, USA) ist ein US-amerikanischer Pianist und Liedbegleiter, der in Österreich beheimatet ist.

## Werdegang und Wirken
Lutz studierte an der University of Delaware  und erwarb dort einen Bachelor of Arts Degree sowie  an der Boston University einen Master of Music Degree. 
Von 1978 bis 2001 wirkte er als Leiter einer Klasse für Lied und Oratorium bzw. für Vokalbegleitung am Konservatorium der Stadt Wien. Von 1994 bis 2001 war er an der Universität für Musik und darstellende Kunst in Wien Gastprofessor und seit 2001 ist er dort ordentlicher Professor für Vokalbegleitung. 
Konzertreisen führten David Lutz durch halb Europa, in die USA, nach Kanada, Asien und nach Israel und Syrien. Er war u. a. bei den Salzburger Festspielen, den Wiener Festwochen, dem KlangBogen Wien, der Schubertiade Vorarlberg, der von Hermann Prey initiierten Schubertiade in Wien, der Romantischen Woche auf Schloss Grafenegg, dem Carinthischen Sommer, dem Fest in Hellbrunn sowie dem Maggio Musicale Fiorentino, dem Festival di Carpi, dem Festival Musica da camera Old Jaffa (Tel Aviv), bei den Dresdner Musikfestspielen und den Savonlinna-Opernfestspielen in Finnland zu Gast.
Als Liedbegleiter arbeitete er mit zahlreichen namhaften Künstlern zusammen, darunter Sona Ghazarian, Nicolai Gedda, Thomas Hampson, Robert Holl, Jewgenij Nesterenko, Lucia Popp, Hermann Prey, Helmut Wildhaber.
Lutz leitete Meisterkurse für Liedinterpretation in vielen Städten Europas, in den USA, in Kanada, Südkorea und Australien.